# Volksabstimmungen in der Schweiz 1906
Dieser Artikel bietet eine Übersicht der Volksabstimmungen in der Schweiz im Jahr 1906.
In der Schweiz fand auf Bundesebene eine Volksabstimmung statt, im Rahmen eines Urnengangs am 10. Juni. Dabei handelte es sich um ein fakultatives Referendum.

## Abstimmung am 10. Juni 1906

### Ergebnis
| Nr. | Vorlage                                                                         | Art | Stimm- berechtigte | Abgegebene Stimmen | Beteiligung | Gültige Stimmen | Ja      | Nein    | Ja-Anteil | Nein-Anteil | Stände | Ergebnis |
| --- | ------------------------------------------------------------------------------- | --- | ------------------ | ------------------ | ----------- | --------------- | ------- | ------- | --------- | ----------- | ------ | -------- |
| 65  | Bundesgesetz betreffend den Verkehr mit Lebensmitteln und Gebrauchsgegenständen | FR  | 784'769            | 403'417            | 51,40 %     | 392'157         | 245'397 | 146'760 | 62,58 %   | 37,42 %     | –      | ja       |

### Lebensmittelgesetz
1897 hatte der Bund mit einer Verfassungsänderung die Gesetzgebungskompetenz erhalten, Konsumenten vor gefälschten und gesundheitsschädlichen Lebensmitteln und Gebrauchsgütern zu schützen. Zwei Jahre später legte der Bundesrat einen Gesetzesentwurf vor. Obwohl er im Grundsatz unbestritten war, dauerte es weitere sechs Jahre, bis ihn das Parlament beraten und verabschieden konnte. Das Gesetz stellte den Verkauf nachgemachter, verfälschter und verdorbener Lebensmittel und Gebrauchsgüter unter Strafe, ebenso deren gesundheitsgefährdende Herstellung und Behandlung. Für die Lebensmittelkontrolle sollten die Kantone zuständig sein, wofür sie vom Bund Subventionen erhalten würden. Welche Organisationen das Referendum ergriffen, ist nicht klar. Möglicherweise spielte der Verband Schweizerischer Konsumvereine dabei eine führende Rolle, da er in der Vernehmlassung nicht berücksichtigt worden war. Die Befürworter betonten, das Gesetz schütze sowohl Konsumenten als auch ehrliche Produzenten, ausserdem schütze eine Vereinheitlichung der Kontrolle vor Missbräuchen. Die Gegner kritisierten die Verordnungskompetenzen, die der Bundesrat erhalten würde und bezeichneten den neu zu schaffenden Behördenapparat als übertrieben. Eine deutliche Mehrheit der Abstimmenden nahm das Gesetz an.